# Kindberg
Kindberg osztrák város Stájerország Bruck-mürzzuschlagi járásában. 2017 januárjában 8130 lakosa volt.

## Elhelyezkedése

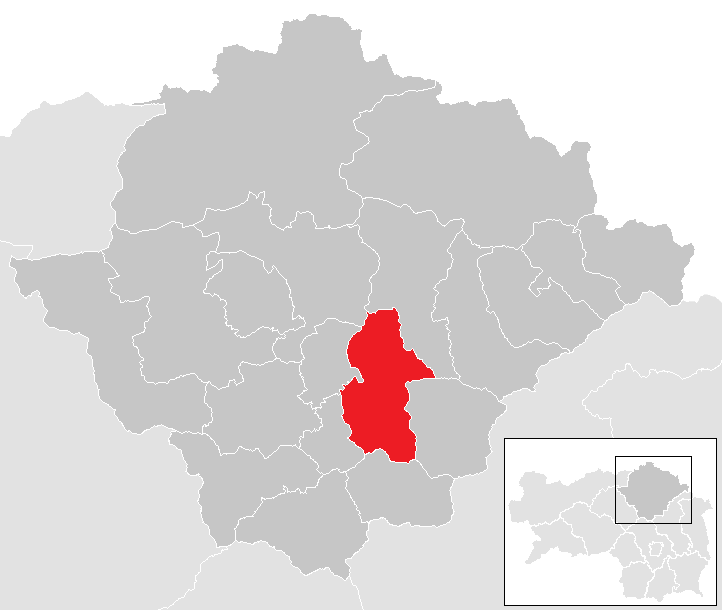
Kindberg a Bruck-mürzzuschlagi járásban

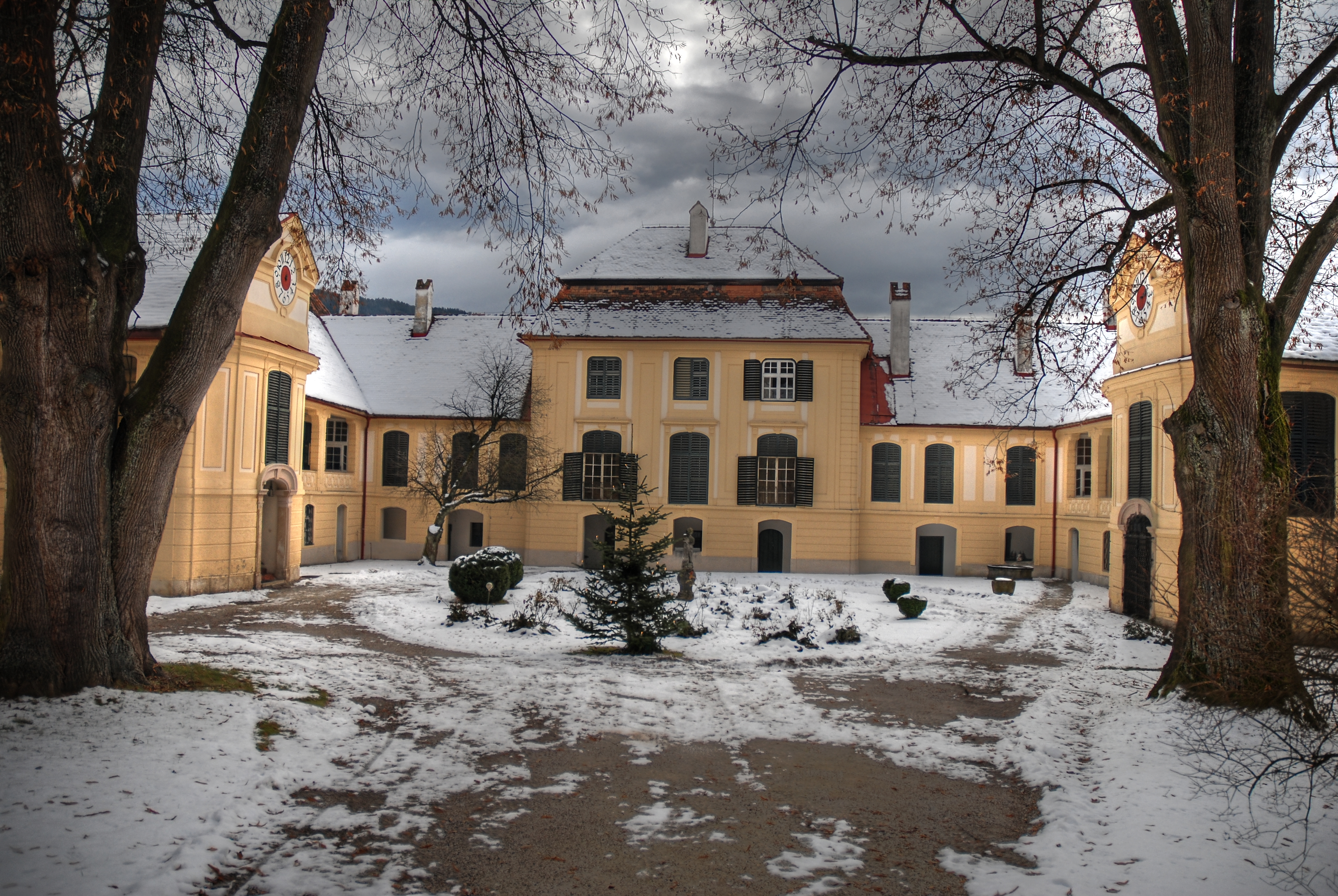
Oberkindberg kastélya

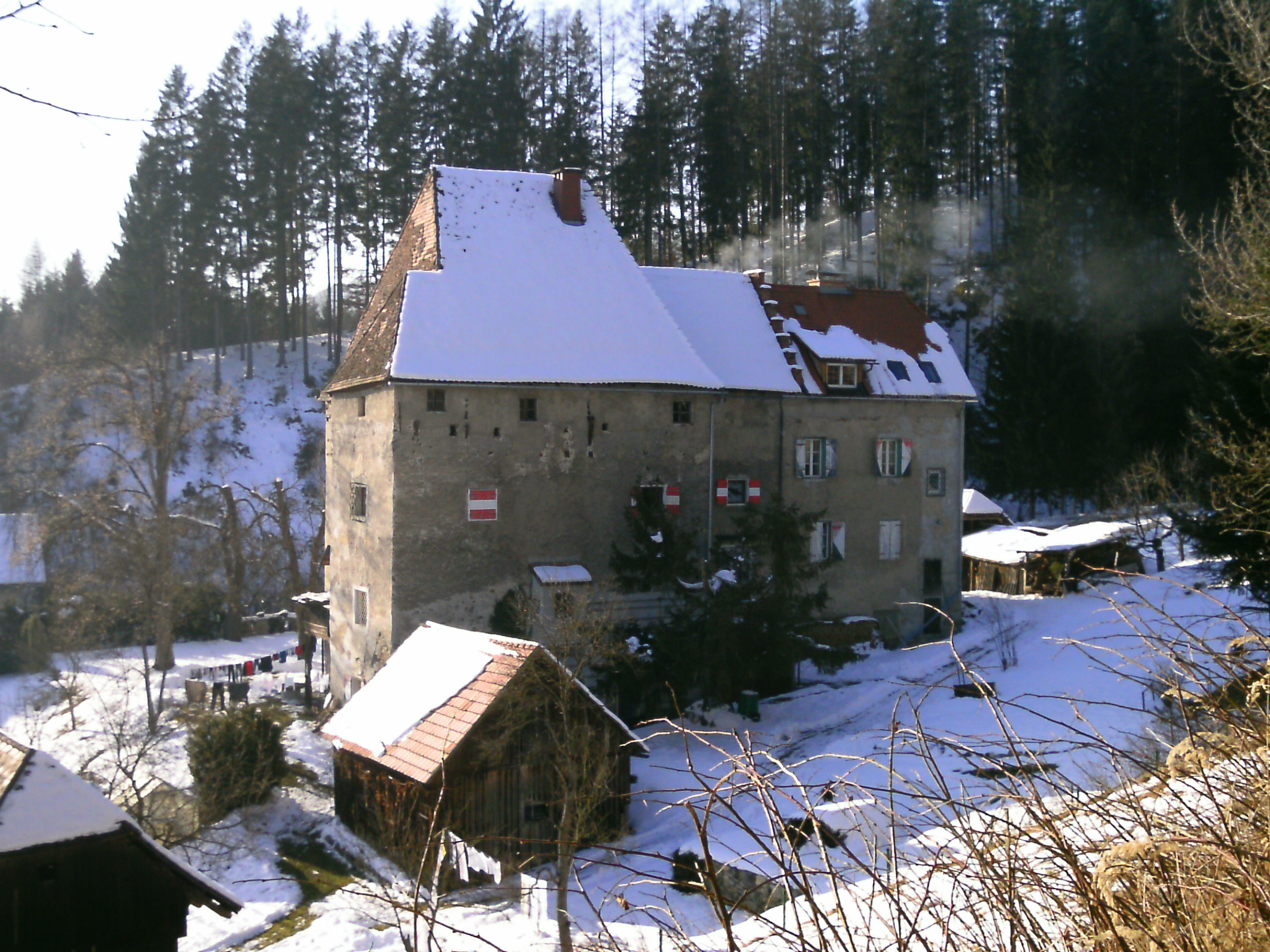
Hart kastélya

Kindberg Felső-Stájerország keleti részén fekszik, a Mürz (a Mura mellékfolyója) mentén, a délre eső Fischbachi-Alpok és az északi Mürztali-Alpok között. Az önkormányzat 8 települést egyesít: Allerheiligen im Mürztal (268 lakos), Edelsdorf (373), Jasnitz (218), Kindberg (5270), Leopersdorf (471), Mürzhofen (936), Sölsnitz (111), Wieden (483).
A környező önkormányzatok: északra Sankt Barbara im Mürztal, délkeletre Stanz im Mürztal, délre Breitenau am Hochlantsch, délnyugatra Sankt Marein im Mürztal, nyugatra Sankt Lorenzen im Mürztal, északnyugatra Turnau.

## Története
A város területét az ókorban és a kora középkorban ritkásan lakták kelták, rómaiak, majd szlávok. A 8. századtól a Mürz völgyébe elkezdték beköltözni a bajorok, majd jelentősebb betelepítésekre került sor a 12. században. Kindberg (mint Chindeberch) első említése 1172-ből származik. 1267. május 8-án osztrák viszonyok között igen súlyos, 5,4 magnitúdójúra becsült földrengés történt Kindberg mellett. A Bécs-Semmering útvonalon fekvő település gyors ütemben fejlődött, 1281-ben Habsburg Rudolf már mezővárosi jogokat adományozott neki.
A 14. századtól gazdasága a vasfeldolgozáson alapult, a 18. században pedig a kaszakészítésre specializálódtak.A 16. században a reformáció során a város akkori urai, a Schrott család is átadta a kastélykápolnát a lutheránusoknak. Az ellenreformációt pártoló, olasz származású Inzaghi grófok építtettek a mai kálváriát. Tőlük az Attems-családhoz, onnan pedig a Spiegelfeldekhez került a mezőváros. A 19. század utolsó negyedétől egyre jelentősebbé vált a turizmus Kindberg életében.
Kindberget 1982-ben emelték városi rangra. A 2015-ös stájerországi közigazgatási reform során az addig önálló Allerheiligen im Mürztal és Mürzhofen községeket a városhoz csatolták.

## Lakosság
A kindbergi önkormányzat területén 2017 januárjában 8130 fő élt. A lakosságszám 1981-ben érte el csúcspontját 9069 fővel, azóta csökkenő tendenciát mutat. 2015-ben a helybeliek 96%-a volt osztrák állampolgár; a külföldiek közül 0,6% a régi (2004 előtti), 2,4% az új EU-tagállamokból érkezett. 2001-ben a lakosok 75,7%-a római katolikusnak, 5,4% evangélikusnak, 16,2% pedig felekezet nélkülinek vallotta magát. Ugyanekkor 23 (0,4%) magyar élt a városban.

## Látnivalók

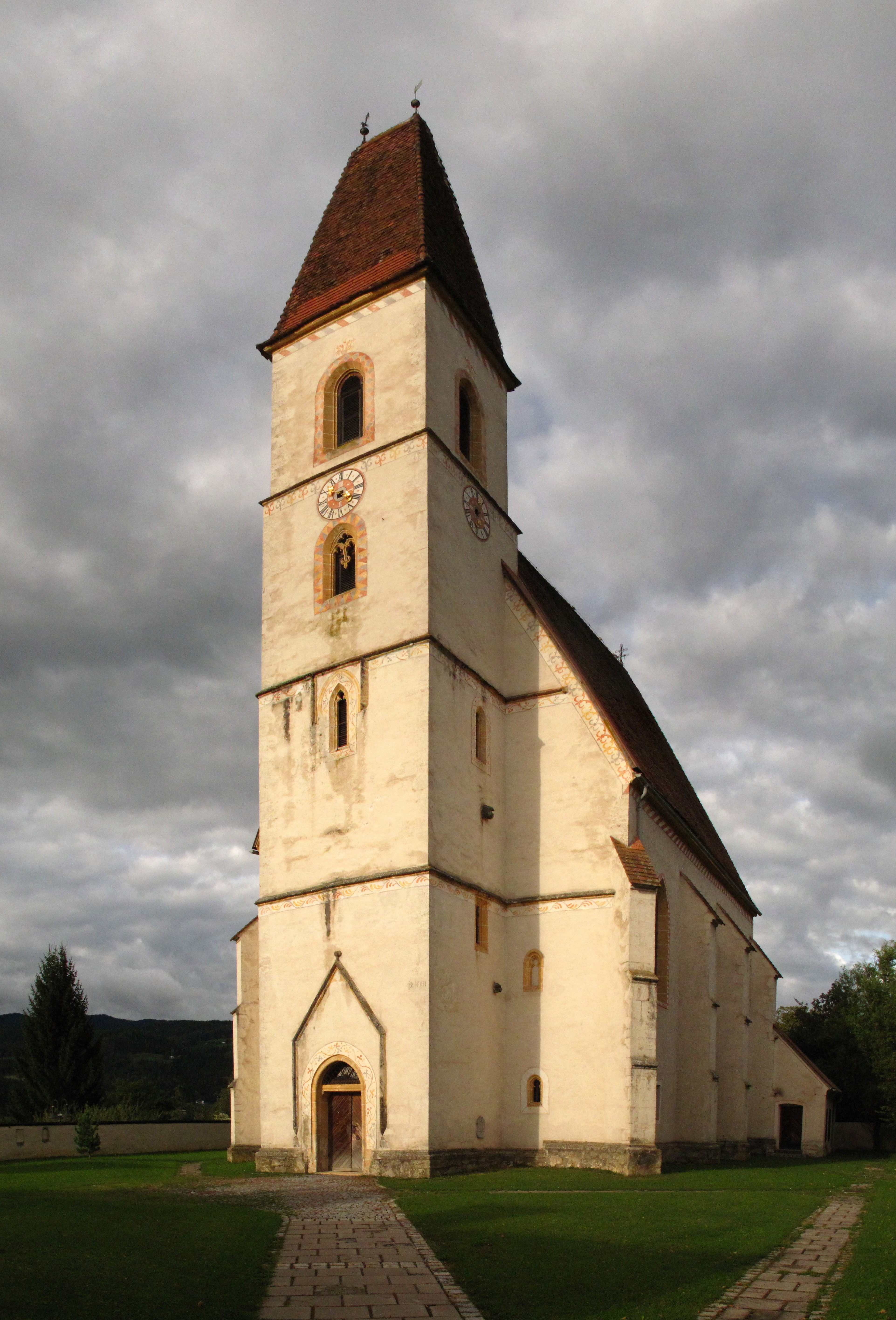
Allerheiligen temploma

- Oberkindberg kastélya 1774-ben nyerte el mai külsejét
- Hart kastélya 1523-ban épült
- a 18. századi volt "kereskedőkastély" Kindtalban
- Kindberg Szt. Péter és Pál-plébániatemploma
- Kindberg Szt. Anna-kastélykápolnája
- Allerheiligen gótikus Mindenszentek-plébániatemploma 1467-ben épült
- Herzogberg Szt. György-temploma
- Mürzhofen Keresztelő Szt. János-temploma
- Klasszicista portál az Inzaghi család címerével
- a város egyik jelképe a főtéren álló, 30 m magas, májusfára emlékeztető ún. Céhek fája.

## Testvértelepülések
- Roßdorf (Németország)
- Vösendorf (Alsó-Ausztria)

## Fordítás
- Ez a szócikk részben vagy egészben  a   Kindberg című német Wikipédia-szócikk ezen változatának fordításán alapul.  Az eredeti cikk szerkesztőit annak laptörténete sorolja fel. Ez a jelzés csupán a megfogalmazás eredetét és a szerzői jogokat jelzi, nem szolgál a cikkben szereplő információk forrásmegjelöléseként.